# 松下龍二
松下 龍二（まつした りゅうじ、1964年1月9日 - ）は、日本の実業家。現・株式会社アイ工務店代表取締役社長。
パナソニック ホームズ代表取締役社長や、プレハブ建築協会副会長を務めた。

## 人物・経歴
鹿児島県国分市（現霧島市）出身。実家は工務店と鉄工所を経営していた。鹿児島県立国分高等学校を経て、1986年神戸大学工学部建築系環境計画学科卒業、松下電工（現パナソニック）入社。2002年松下電工エイジフリーショップス（現パナソニックエイジフリーショップス）取締役。2014年パナホーム（現パナソニック ホームズ）取締役。2016年から同社代表取締役社長を務め、低価格の木造住宅事業の展開にあたった。プレハブ建築協会副会長等も歴任した。